# Tyroliens
Les Tyroliens sont les germanophones habitant le Tyrol, qui correspond à l'actuelle province de Bolzano, dans la région autonome du Trentin-Haut-Adige, le Trentin en Italie, et le land du Tyrol en Autriche.
Ils ne doivent cependant pas être confondus avec les Mochènes et les Cimbres, des ethnies germanophones spécifiques.

## Histoire du Tyrol italien
Le Tyrol a appartenu à des dynasties du Saint-Empire romain germanique depuis le Moyen Âge. Elles contribuèrent à la germanisation de la population qui était soit latine ou rhéto-romane. Après avoir appartenu à la dynastie des Habsbourg jusqu'en 1918, elle est perdue au Traité de Saint-Germain en Laye au profit de l'Italie.
En effet, les nationalistes italiens réclamaient cette région peuplée d'une forte minorité italophone et faisant partie de la péninsule italienne.
Les Tyroliens connurent une politique d'assimilation forcée de la part du régime italien après la prise du pouvoir par Benito Mussolini en 1922. L'allemand était interdit à l'école et les noms de rue furent systématiquement italianisés, ce qui augmenta la tension avec l'Autriche voisine qui possédait le Nord du Tyrol et avait déjà tenté de conserver la province sous la République d'Autriche allemande en 1918.
En 1938, après l'Anschluss, Benito Mussolini et Adolf Hitler signèrent un traité qui obligea les Tyroliens d'accepter l'assimilation ou d'émigrer dans le Troisième Reich. Cependant, avec la Seconde Guerre mondiale et l'occupation allemande de l'Italie (1943), le Tyrol du Sud fut annexé à l'Allemagne nazie sous le nom d'Alpenvord.
En 1945, le Tyrol fut de nouveau annexé à l'Italie qui accorda à la région le statut d'autonomie (1946). Cependant le différend frontalier avec l'Autriche, redevenue indépendante, perdura jusqu'en 1972 (autonomie élargie pour la province de Bolzano), tandis que sévissait une organisation terroriste jusqu'à la fin des années 1980.

### De nos jours

Les trois parties de la région historique de Tyrol.

Au XXIe siècle, les Tyroliens profitent de leur statut d'autonomie et de bilinguisme qui permet à la province de Bolzano d'être la plus riche de l'Italie (profitant d'investissements d'entreprises italiennes, autrichiennes et allemandes).
Ils sont au nombre de 300 000 (69,5 % de la population de la province de Bolzano ; 31 % des habitants du Trentin-Haut-Adige) ce qui représente 0,5 % de la population italienne.

## Caractère
Le Tyrolien, dit M. Frédéric Mercey, « est naturellement gai, sans cependant être léger. Dans les campagnes, au fond des bois, le long des routes, sur les places des villages et des petites bourgades, on entend pendant tout le jour les éclats de rire des hommes mêlés au chant des femmes, surtout parmi le peuple, les paysans. La classe moyenne est plus allemande ; et parmi elle on rencontre souvent de ces physionomies longues et calmes, fumant l'énorme pipe d'écume de mer ».

## Culture
Ils parlent l'allemand, le tyrolien (proche du bavarois) et l'italien (pour ceux vivant en Italie).
Les Tyroliens pratiquent couramment les chants tyroliens, proche des yodel des populations alpines.